# Чочур-Муран
Чочу́р-Мура́н (якут. Чочур Мыраан) — сопка конической формы на левом берегу Лены, в 5 км к западу от центральной части города Якутска, представляющая собой обособленную распадками краевую часть уступа Маганской террасы (западного борта долины реки Лены). Абсолютная отметка — 192 м, превышение над основанием 100 м. С севера к сопке вплотную примыкает падь Чочур-Муранская.
Дословно с якутского название переводится как «остроконечная сопка».
В старину сопка почиталась якутами как священная гора, потому что здесь Эллэй Боотур, по преданиям, впервые организовал ысыах, и именно с этого места распространились по центральной Якутии якуты как этнос.
В дореволюционные годы — место революционных маёвок и сборов, которые проводили здесь многочисленные ссыльные революционеры, прибывшие из центральной России.
С горы открывается прекрасный вид на долину Туймаада, где расположен г. Якутск — столица Республики Саха (Якутия). На самой вершине сопки находится геодезический знак в виде бетонной тумбы высотой около 1 м.
Под самой сопкой к востоку расположен Ботанический сад Якутского научного центра.
Излюбленное место отдыха жителей г. Якутска в любое время года. Зимой невдалеке прокладывают горнолыжные трассы.
Чочур Мыраан упоминается в романе якутского писателя Ивана Михайловича Гоголева «Третий глаз» как место, откуда, по преданию, женщина-удаган полетела в сторону острога восстанавливать справедливость от произвола первых казаков по отношению к местным жителям.